# Crassula alsinoides
Crassula alsinoides (лат.) — вид растений рода Толстянка (Crassula) семейства Толстянковые (Crassulaceae), естественно произрастающий на территории Африки.

## Название
Родовое латинское название Crassula происходит от латинского слова crassus, — «толстый», в основном из-за присутствия у растений этого рода сочных листьев.
Видовой латинский эпитет alsinoides происходит от названия рода Alsine и греческого суффикса -oides, — «напоминающий».

## Ботаническое описание
Травянистое многолетнее растение, высотой 10-30 см. Листья расположены супротивно, у основания сросшиеся; их пластинка варьирует от широкояйцевидной до эллиптической, с округло-утонченной частью на черешке, имеет размеры 5-20 мм в длину и 4-12 мм в ширину, с небольшими сосочками по краю.

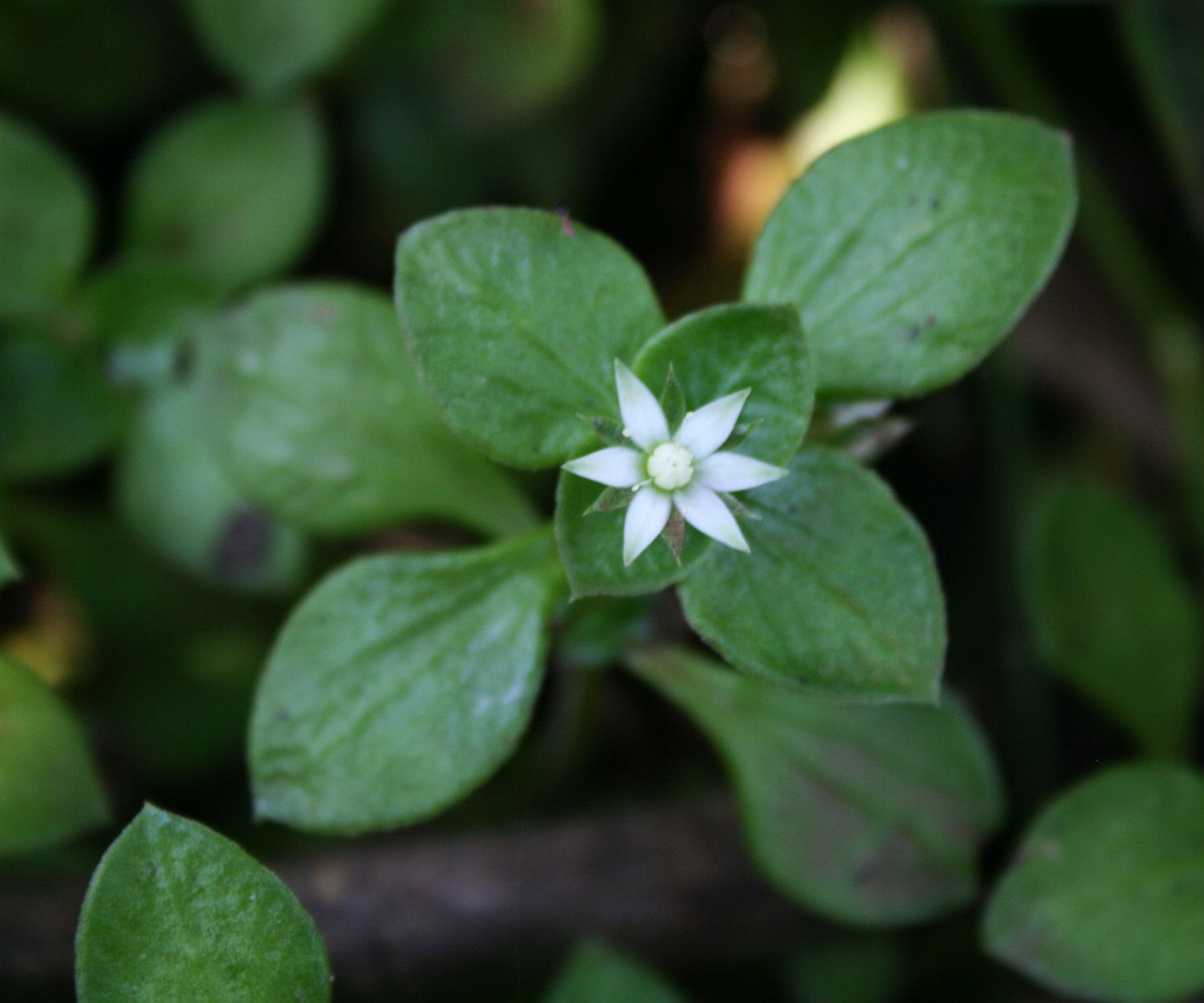
Цветок

Цветки пазушные, одиночные, белые, иногда с незначительным розовым оттенком, 5-махровые; цветоножка тонкая, до 10 мм в длину; чашелистики у основания коротко сросшиеся, яйцевидно-ланцетные, с острой верхушкой, размерами 2,5-3 мм в длину и 1-1,5 мм в ширину; лепестки свободные, продолговато-ланцетные, острые на верхушке, размерами 3,5-4 мм в длину и 1,2-1,5 мм в ширину; тычинки с тонкой нитью длиной 2 мм; плодолистики длиной 2,5 мм, вытянутые в столбик длиной ±0,5 мм, многояйцевые, без чешуек. Семена продолговатые.

## Распространение
Ареал обитания включает следующие территории: Бурунди, Камерун, Капские провинции, Эфиопия, Гвинейский залив, Кения, Квазулу-Натал, Мадагаскар, Малави, Мозамбик, Руанда, Сомали, Судан, Эсватини, Танзания, Уганда, Йемен, Заир, Зимбабве.

## Таксономия
Crassula alsinoides Engl., первое упоминание в Abh. Königl. Akad. Wiss. Berlin 1891(2): 231 (1892).

### Синонимы
- Tillaea alsinoides Hook.f.
- Cotyledon alsinoides Engl.
- Crassula nummulariifolia Baker
- Crassula pellucida subsp. alsinoides (Hook.f.) Toelken